# 멜버른 에이시즈
멜버른 에이시즈(Melbourne Aces)는 2010년 창단한 오스트레일리아 ABL의 프로야구 팀이다. 오스트레일리아 멜버른시를 연고로 하고 있으며 홈구장은 멜버른 볼파크이다.

## 유명 선수
- 김병현